# Cuesta del Obispo

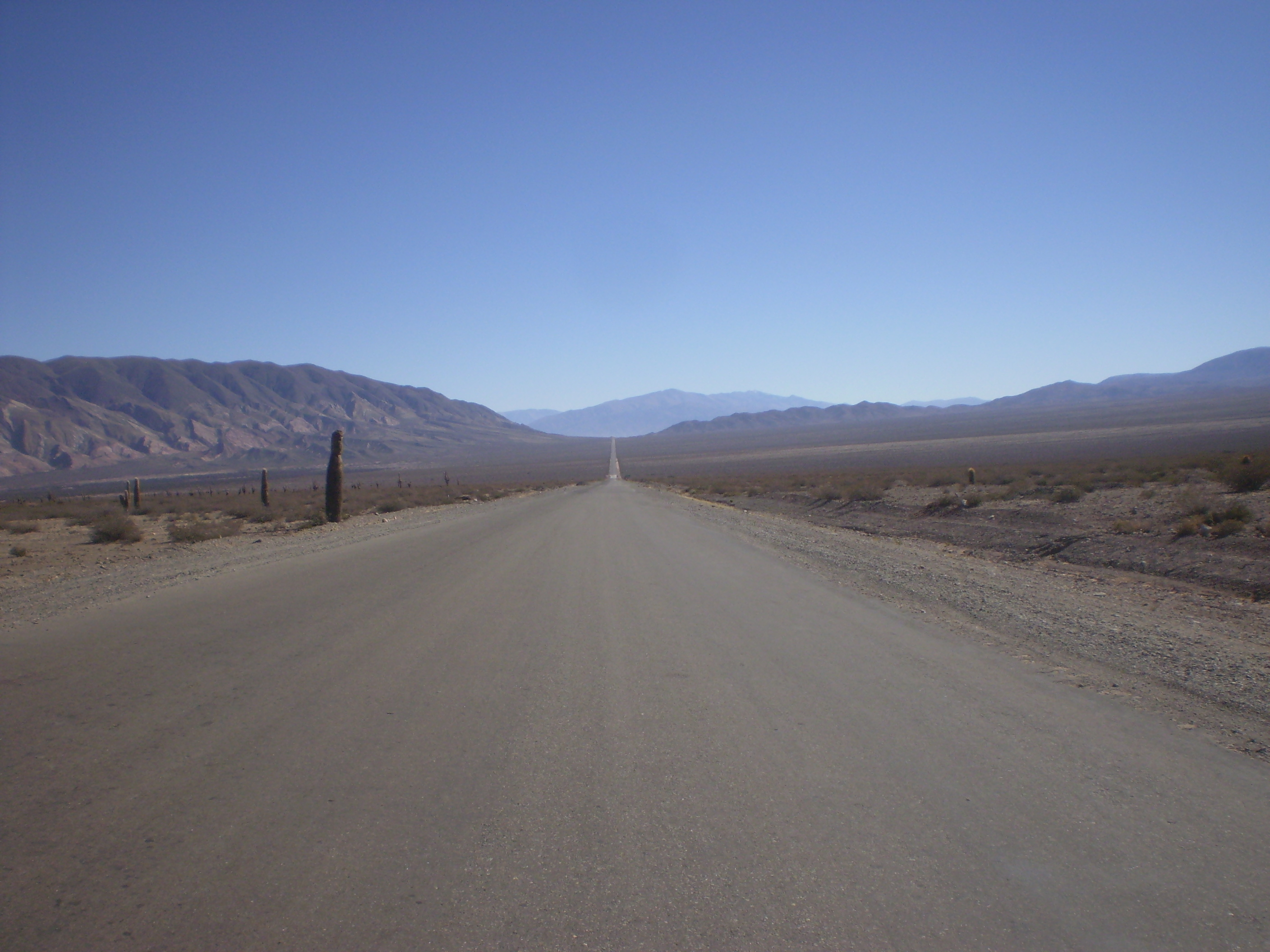
Recta del Tin Tin atravesando el parque nacional Los Cardones.

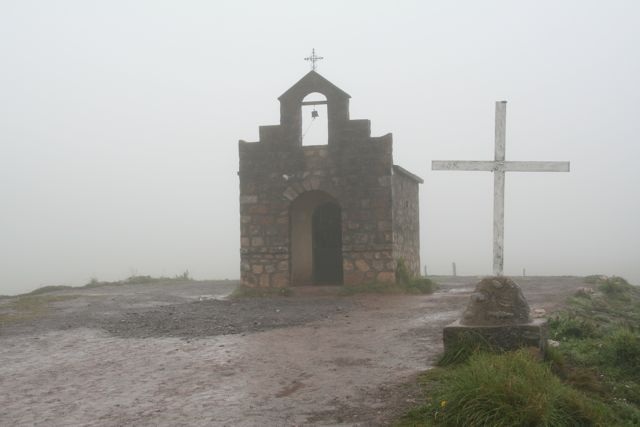
Piedra del Molino.(Capilla San Rafael).

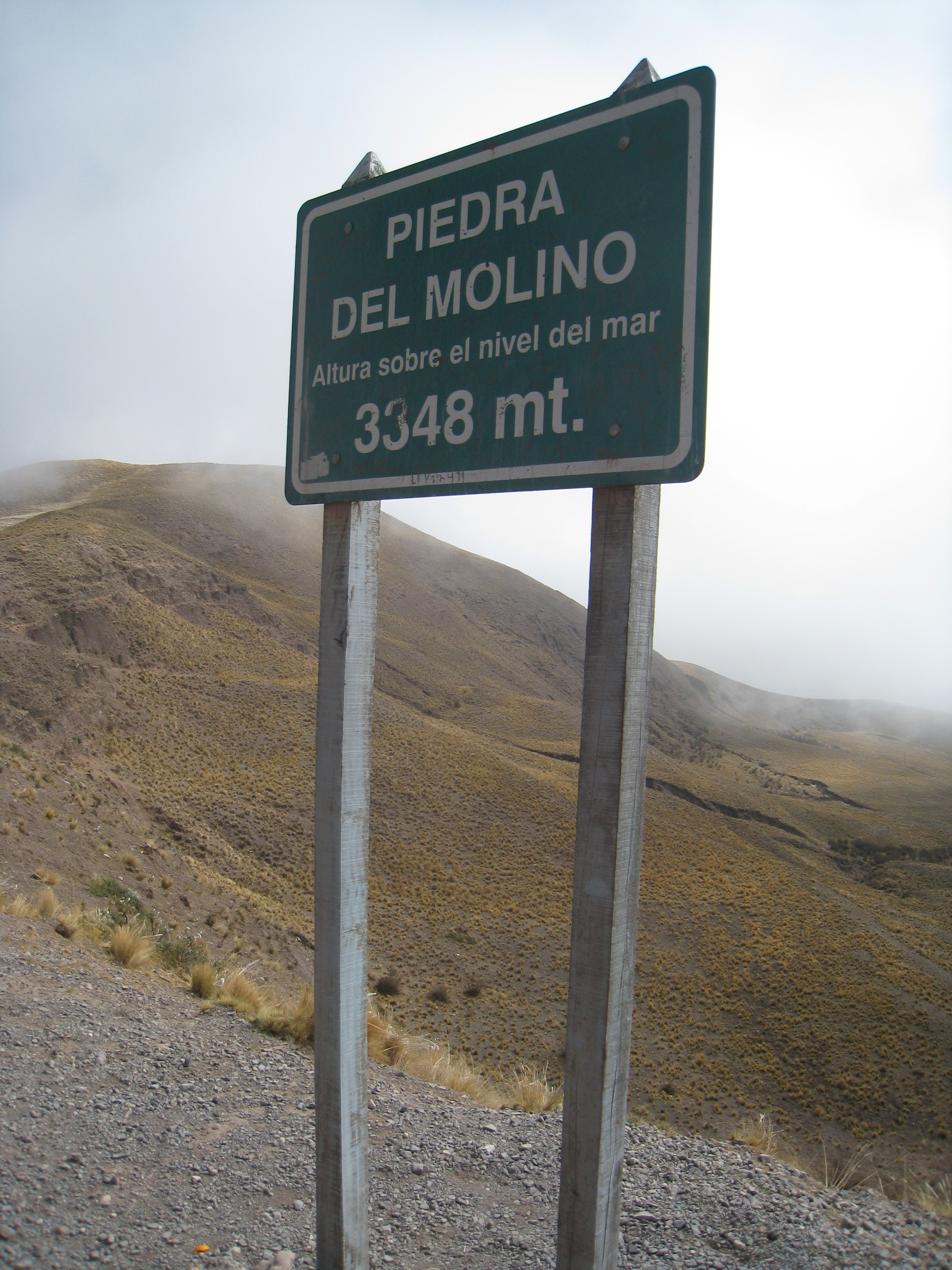
Cartel indicando la altura, sic para metros.

La Cuesta del Obispo corresponde a un tramo zigzagueante y empinado de la ruta provincial 33, ubicada entre el paraje Maray de la quebrada de Escoipe y la Piedra del Molino (3348 m s. n. m.), en la provincia de Salta, norte de la República Argentina, conectando el valle de Lerma con el alto valle Calchaquí.

## Descripción
La cuesta consta de un camino consolidado, ancho, enripiado y en permanente conservación que va serpenteando en su ascenso. Unas centenas de metros antes de llegar a su tope existe un mirador desde donde puede observarse la vertiginosa cuesta en casi toda su extensión.
De aproximadamente 20 kilómetros de extensión y a 57 km de la ciudad de Salta, puede llegarse a través de la ruta provincial n.º 33. La cuesta asciende desde los límites de la localidad de Chicoana a 1270 m s. n. m. hasta alcanzar su tope (altura máxima de la carretera) en la Piedra del Molino (punto panorámico) a 3340 m s. n. m., desde donde la Ruta provincial 33 atraviesa el parque nacional Los Cardones hacia Cachi.
Orillando barrancos y precipicios hasta llegar a la cima pueden apreciarse durante todo el año diferentes formaciones de nubes suspendidas a mitad de camino y cóndores sobrevolando el lugar a escasos metros de altura.

## Historia
El valle fue testigo del desarraigo de los indígenas chicoanas, que vivían en el alto Valle Calchaquí y que fueron trasladados hacia donde hoy se localiza la actual localidad de Chicoana. Se la denominó Cuesta de la dormida del Obispo porque en 1622 monseñor Julián de Cortázar —tercer obispo de la diócesis del Tucumán— viajaba desde la ciudad salteña hacia Cachi y tuvo que pernoctar incómodamente a mitad de la cuesta. Posteriormente y con el tiempo se simplificó el nombre a como hoy día se lo conoce: Cuesta del Obispo.
Viejos pobladores de la zona cuentan que durante la época colonial, y hasta principios del siglo XX, un viaje desde la ciudad de Salta hasta  la localidad de Molinos (distante a 210 km) duraba no menos de tres días.
El recorrido se iniciaba en coche tirado por caballos hasta el pie de la cuesta, donde se pernoctaba y posteriormente continuaba su ascenso a caballo o a lomo de mula; todavía hoy puede observarse por partes el antiguo camino “tropero”. Posteriormente, al llegar a la posta  denominada "La Cochera" se cambiaba nuevamente y se continuaba en coche.
A pesar de todas estas incomodidades, se transportaba todo tipo de objetos como pesados y finos muebles traídos desde Europa.
Históricamente, el Valle Calchaquí era mucho más poblado que el Valle de Lerma.

## Valle encantado
Cuando las condiciones climáticas son favorables el valle agrícola se vislumbra desde el pie de la Cuesta del Obispo cuando se observa al Torreón de la Cuesta (3280 metros), que custodia el sitio.
Puede encontrarse allí cerros multicolores, diversas formas sugestivas esculpidas por la lluvia y la erosión eólica, una laguna emplazada entre prados de altura y rojizas formaciones rocosas. El valle posee pequeñas lagunas y gran cantidad de flores, pinturas rupestres y una cuña de las yungas.

## Piedra del Molino
La cuesta muestra en toda su extensión un paisaje con pastizales de altura; en su cumbre y a 3348 m s. n. m. se encuentra la Piedra del Molino que da nombre al lugar; una auténtica roca de moler tallada en granito.
Esta roca era llevada por un lugarteniente en carreta rumbo a la ciudad de Salta (actual mercado artesanal) donde funcionó el primer molino de la ciudad desde el año 1671. Cuando llegó a este lugar la carreta se rompió, entonces el dueño decidió dejarla y nunca más regresó por ella. Los habitantes de la zona decidieron dejarla donde hoy se encuentra; en la actualidad marca el punto más alto del camino entre Salta y Cachi.

## Recta de Tin Tin
Trazada a casi 3000 m s. n. m. por nativos a través del actual Parque nacional Los Cardones, es una perfecta recta de 19 km que atraviesa una pampa razonablemente plana entre la sierra que la rodea.
Esta traza, data del período incaico (1480-1535), cuando una parte del Camino del Inca atravesaba este territorio; la misma fue marcada valiéndose de fogatas a modo de jalones y tiene la perfección que hoy nos da la tecnología moderna con sus aparatos de precisión.
Un ramal de la misma, desde el valle de Lerma se internaba ascendiendo en la quebrada de Escoipe hacia la puna por donde hoy se encuentra la cuesta. Aquí puede divisarse con gran facilidad cardones a ambas orillas de la carretera y guanacos pastando entre los cactus del parque nacional.